# Фіксований дохід
Фіксований дохід (англ. Fixed income) — це форма інвестицій, за якою позичальник зобов'язаний виплачувати фіксований дохід у вигляді відсотків та повертати основну суму за певним графіком. Цінні папери з фіксованим доходом, такі як облігації, надають інвесторам можливість отримувати стабільний дохід із вкладень. Вони є важливим інструментом для компаній та урядів для залучення фінансування на різні цілі. Умови фінансування, що пропонуються інвесторам, можуть включати випуск акцій або емісію облігацій. У той час як акції представляють власність у компанії, облігації надають право на отримання фіксованого доходу відсотковими виплатами та повернення основної суми. Фіксований дохід може бути особливо привабливим для інвесторів, які шукають стабільний та передбачуваний потік доходу. Цінні папери з фіксованим доходом можуть бути випущені як урядами, так і приватними компаніями. Вони надають інвесторам можливість вибору рівня ризику та доходності, оскільки різні облігації можуть мати різні рівні кредитної якості та терміни погашення. Фіксований дохід є важливою складовою портфеля багатьох інвесторів, які шукають баланс між стабільністю та доходністю своїх вкладень.
Для розвитку свого бізнесу компанія часто мусить залучати фінансування, наприклад, для придбання обладнання, землі або розробки нового продукту. Умови фінансування, що пропонують інвестори, залежать від рівня ризику компанії. Вона може звернутися до випуску акцій або обіцяти регулярні виплати відсотків та погашення основної суми позики через емісію облігацій або банківських позик. У той час, як акції продаються на біржах або інших встановлених торгових майданчиках, багато цінних паперів з фіксованим доходом продаються поза біржою на принциповій основі.
Термін «фіксований»  охоплює як графік обов'язкових платежів, так і конкретну суму. «Цінні папери з фіксованим доходом» відрізняються від облігацій, індексованих на інфляцію та інших. Якщо емітент пропускає платіж за цими цінними паперами, це означає порушення його зобов'язань, і одержувачі можуть вжити заходів для виклику банкрутства відповідно до законодавства та умов цінних паперів. У випадку, коли компанія не виплачує дивіденди акціонерам акцій (з нефіксованим доходом) кожних 3 місяці, це не вважається порушенням умов угоди щодо виплати, і це не спричиняє дефолту.

## Види фіксованого доходу
Облігації з фіксованою ставкою визначаються заздалегідь і виплата відсотків позичальником здійснюється на певні дати відповідно до купонів.
Облігації з плаваючою ставкою, натомість, пов'язані з ринковими ставками, такими як LIBOR, і виплата відсотків відбувається в залежності від ринкових умов на дату купону.
Oблігації з нульовим купоном не мають виплати відсотків протягом терміну дії цінних паперів. Замість цього, погашення включає в себе основну суму, а також відсотки, які нараховані, виплачуються разом з погашенням.